# Гу (чаша для вина)
Гу (кит. 觚) — чаша для вина, относящаяся к древнекитайской ритуальной утвари. Чаши гу использовались в качестве сосудов для питья, а также для подношений во время ритуалов и церемоний в период династий Шан (1600 г. до н. э. — 1027 г. до н. э.) и Чжоу (1046 год до н. э. — 256 год до н. э.).
Гу представляет собой высокий узкий сосуд из бронзы, слегка расширяющийся к основанию, с сужением посередине и сильным расширением кверху. На внутренней части наносились надписи, а внешняя поверхность гу часто украшалась таоте. Гу с квадратным основанием называются фан гу (кит. 方觚).
18 марта 1990 года из Музея Изабеллы Стюарт Гарднер вместе с картинами Вермеера и Рембрандта была также похищена чаша гу династии Шан, созданная в XII веке до н.э.

## Использование
Чаша гу, как и другие предметы ритуальной утвари, была известна ещё до наступления бронзового века, а её особая форма к началу бронзового века уже устоялась. Хотя гу изготовлялась из бронзы, встречаются чаши для вина подобные гу, выполненные задолго до наступления бронзового века из глины и дерева. В могильниках периода династии Шан в Аньяне были найдены чаши из мягкой слабообожженной керамики, имитирующие гу и цзюэ, и служившие заменой для дорогих бронзовых кубков. Эти сосуды выполнены грубо и не подходят для либации или питья. 
В ранний период династии Шан часто изготавливали керамические гу. Чаши гу в отличие от кубков цзюэ относительно поздно стали частью бронзовой ритуальной утвари, оставаясь долгое время керамическим сосудом. Так, в культуре Эрлитоу наряду с бронзовыми чашами были найдены керамические гу, которые, по мнению археологов, использовались менее привилегированными слоями общества. Бронзовые гу почти не встречаются в культуре Эрлиган, в то время как в могильниках в Аньяне бронзовые гу так же часты, как и цзюэ.
Судя по археологическим данным, гу часто использовалась представителями высшего социального класса. Найденные чаши сильно отличаются по внешнему виду и исполнению. Наиболее элегантные гу тонкой работы со сложным узором встречаются в районах проживания высокой аристократии. Простые высокие и узкие чаши без сложных орнаментов использовались в домах знати более низкого ранга. Простые люди не пользовались чашами гу. Таким образом, эти чаши являются своеобразным маркером социального положения: если на археологическом участке была найдена чаша гу, то данное захоронение принадлежит аристократической семье. Исходя из качества обработки артефакта также можно предположить достаток и положение семьи в сложной системе рангов китайской знати.
Чаши гу наряду с кубками цзюэ — наиболее часто встречающиеся винные чаши среди предметов ритуальной утвари в период Шан. С наступлением эпохи Чжоу их количество резко падает и их место занимают жертвенные чаши цзун, ху, кувшин ю и чжи.

## Примеры

### Бронзовые гу
Согласно археологическим данным, чаша гу была самым распространенным сосудом для вина в период династии Шан. Их популярность сильно снизилась в эпоху Чжоу, а в период правления короля Му-вана (976 до н. э. — 922 до н. э.) гу практически исчезли из употребления.

#### Культура Эрлиган
Одна бронзовая чаша гу была обнаружена в северном углу верхнего уровня могилы М2 в Эрлигане. Орнамент сконцентрирован в её нижней части, что характерно бронзы раннего периода Шан.
На нижней части гу из Эрлигана имеется несколько крестообразных отверстий, что является общей чертой некоторых бронзовых предметов династии Шан. Например, на чашах гу и некоторой другой бронзе из Чэнгу имеются такие же крестообразных отверстия, несмотря на то что отличный орнамент и форма позволяют датировать их разными периодами эпохи династии Шан.

#### Аньян
Гу из Аньяна сильно отличаются от всех других. Можно выделить их три основные характеристики. Во-первых, гу периода Аньян почти всегда выше 20 см, само тело чаши стало уже, а раструб — много шире. Гу из гробницы Фу Хао высотой 25,5 см, а ширина раструба составляет 14,2 см, что значительно больше диаметра основания. Другая чаша, также найденная в могильниках Аньяна, высотой около 31 см, а её раструб почти в два раза шире основания. Во-вторых, основная часть чаши приподнялась, образовав таким образом небольшую ножку. В-третьих, большинство гу стали украшаться орнаментом начиная с самого основания и до края раструба. Узор помешается на треугольных лепестках, что придает гу сходство с раскрытым цветком. Практически все бронзовые изделия из Аньяна богато украшены.

#### Ранний период западной династии Чжоу
Ранний период западной династии Чжоу характеризуется имитацией или возрождением старых стилей. Одна из чаш данного периода высотой 28,5 см и украшена посередине мотивом таоте, что напоминает гу раннего Шан. Другой пример, гу, найденная в хранилище семьи Вей, высотой 25,2 см, а ширина раструба составляет 13,2 см. Её средняя часть узкая и длинная и без каких-либо орнаментов. Нижнюю часть гу опоясывает узор таоте, ножка отсутствует.

#### Средний период западной династии Чжоу
В этот период гу становится низким и приземистым и используется все реже. Одна из гу данного периода высотой составляет 14,5 см, диаметр раструба — 14,7 см, а основания — 10,1 см. Сужение в средней части незначительное. Другая чаша, найденная в провинции Шэньси, схожа с первой по форме, но несколько меньше.

### Керамические гу
Археологи выделяют тип керамических неолитовых чаш для вина, схожих с бронзовыми гу. Кроме того керамические гу использовались наряду с бронзовыми в эпоху бронзового века.

#### Неолит
Часть неолитических чаш для вина археологи причисляют к гу, некоторые из них внешне сильно напоминают бронзовые гу и возможно являются их прямыми предшественниками.
Керамическая чаша культуры Давэнькоу, найденная в Тайане, относится к сосудам типа гу. Её высота составляет 29,2 см, а тело чаши можно условно разделить на три части: верхнюю, среднюю и нижнюю. Верхняя часть воронкообразная, две другие части отличаются от бронзовых гу. Средняя часть представляет собой длинную и узкую ножку, украшенную желобами и спиральной лентой. Нижняя часть выполнена в виде подставки на трех квадратных ножках.
Некоторые сосуды, относящиеся к позднему периоду культуры Давэнькоу сильнее напоминают бронзовые гу. Сосуд, найденный в Шилипу (провинция Хэнань) поразительно схож с бронзовыми гу. Его высота составляет 13,6 см, а сам сосуд украшен четырьмя полосами, поднимающимися снизу вверх. Тело сосуда колоннообразное с лёгким расширением в верхней части. Подобные артефакты были найдены и в других районах. Эта чаша и подобные ей считаются предками бронзовых гу.

#### Бронзовый век
Керамические чаши, найденные в культурах Эрлитоу и Эрлиган, имеют прямую связь с бронзовыми гу. Как уже упоминалось, керамические чаши гу соседствовали с бронзовыми. Хотя внешнее они несколько отличаются друг от друга, оба типа относятся к гу.
Культур Эрлитоу относится к раннему периоду бронзового века и сыграла важную роль в переходе Китая от неолита к бронзовому веку. Возможно, Эрлитоу была столицей династии Ся. Керамические гу, относящиеся к этой культуре, имеют воронкообразную форму, сужающуюся к низу. У чаш имеется ножка, расширяющаяся к основанию. Общий вид этих чаш сильно напоминает бронзовые гу.
В Аньяне и других городах эпохи династии Шан были найдены керамические гу. Одной из них является чаша, найденная в Аньяне в могиле времен правления Цзу Гэн или Цзу Цзя. Эта чаша внешне похожа на бронзовые гу, хотя её средняя часть и несколько толще. Вся внешняя сторона чаши украшена длинными насечками.

#### Последующий период
Керамические гу продолжали использовать и после бронзового века, хотя их функция из сосуда для вина стала вазой. Одна из подобных чаш хранится в Музее императорского дворца в Тайване. Сосуд покрыт серо-голубой глазурью и дополнен цилиндрическими ручками.